# キングダム ハーツ 358/2 Days
『キングダム ハーツ 358/2 Days』（キングダム ハーツ スリー ファイブ エイト デイズ オーバー ツー、KINGDOM HEARTS 358/2 Days）は、スクウェア・エニックスより日本版が2009年5月30日、北米版が2009年9月29日、欧州版が2009年10月9日に発売された、ニンテンドーDS用コンピュータゲームである。本作は、『キングダム ハーツII』（KH2）に登場したキャラクター・ロクサスの視点で物語が展開する。シリーズ1作目『キングダム ハーツ』の間から『KH2』に至るまで、ロクサスがXIII機関に所属していた時期を描く。シリーズで初めて採用された複数人で遊べるマルチプレイモードが最大の特徴である。

## 概要
ディズニーとスクウェア・エニックスのコラボレーション作品であるキングダム ハーツ シリーズ（以下KHシリーズ）の一作。『COM』と『KH2』の二作品で主人公のソラと敵対していたXIII機関が本作ではプレイヤー側の立場となるのも特徴の一つである。
DSの機能をフル活用するコンセプトだった『すばらしきこのせかい』とは反対に、本作はタッチスクリーンのようなDS特有の機能を使わず、なるべく従来のKHシリーズに似た操作性を追求するために操作はほとんどがボタン操作となっている。上画面にはキャラクターを操作する画面やイベントシーンが表示され、下画面にはマップや一部イベントシーン、パネルシステム、チャットリンゲージなど（後者2つについては後述する）が表示され、また下画面をスライドすることでカメラ操作が可能（カメラはボタンでも動かせる）。
数字が並んだ暗号のようなサブタイトルはディレクターの野村哲也が以前からつけたかったもので、『すばらしきこのせかい』では新作がそのようなタイトルでは敬遠されやすいという懸念から採用が見送られたといい、大きなネームバリューを持つKHシリーズのサブタイトルであれば問題ないということで今回採用された。また野村はタイトルの意味について、クリアして初めてわかるという仕組みだが、その解釈は人によって異なると語っている。
野村のデザインによる、オリジナル仕様のニンテンドーDSiを同梱したバージョンも同時発売された。また、2011年8月4日にはアルティメットヒッツとして廉価版が発売されている。
2013年に発売した『キングダム ハーツ HD 1.5 リミックス』では、本作を映像作品としてHD画質でリメイクされたものが収録された。DS版で使用されていた映像を含め、総時間はおよそ2時間50分に及ぶ。

## ゲームの特徴
アクションRPGに分類される本作は、これまでのシリーズと同様、3D空間でキャラクターを操作して戦うというゲームスタイルをニンテンドーDS上で忠実に再現している。またそれだけではなく、シリーズ初となるマルチプレイ（多人数によるプレイ）、キャラクターの性能を全てパネルで制御する「パネルシステム」、HPが残り少ない時に発動可能となる切り札「リミットブレイク」など、様々な新要素を盛り込んでいる。
本作の最大の特徴として、1人プレイ用のストーリーモードと、マルチプレイが可能のミッションモードの2つのゲームモードが存在することが挙げられる。ここではそれぞれの特徴について説明していく。

### ストーリーモード
ロクサスを主人公としてゲーム本編のストーリーを進めていくモード。難易度は従来のシリーズと同じくビギナー（初心者向け）・スタンダード（通常の難易度）・プラウド（上級者向け）の三種から選択する。ロクサスは機関メンバーのサイクスからミッションを受領し、XIII機関の本拠地である「存在しなかった城」からディズニーの世界を含む様々なワールドに赴き、ハートレスを倒すことでのハートの回収、特定のハートレスの探索・討伐、ワールドの調査など、多彩なミッションを遂行していく。1つのミッションを完遂すると「DAY」が進み、これを繰り返すことでシナリオを進めていく。
XIII機関は隠密行動が原則のため、これまでのシリーズのようにディズニーキャラクターと協力して敵を倒すといったことはなく、ディズニーの世界との関わり方は、これまでのシリーズとは毛色が異なる。ミッションによっては他の機関メンバーが同行することもあり、その場合の機関メンバーはNPCという形でミッションを手助けしてくれる。
ミッションの種類
本編のミッションには、通常ミッションとキーミッションの2種類があり、キーミッションを一定数クリアすると物語が進行する。受領するミッションを複数の中から選べる場合があり、そこでキーミッション以外に登場するのが通常ミッションで、これはクリアしてもDAYは進むが物語は進行しない。ただし、どちらのミッションもクリアすることで「報酬ゲージ」が溜まっていき、この報酬ゲージが増加するとミッションクリア時の報酬の倍率も上がるようになっており、より多くの報酬を獲得するためには通常ミッションのクリアも必要となる。
これらとは別にスタートメニューの「ホログラムミッション」からミッションを選択することもできる。本編のミッションは受領可能な期間が定められており、その期限を過ぎるとそのミッションは本編ではプレイできなくなるが、ホログラムミッションはそういった過去のミッションに何度でもプレイできるようになるものである。またホログラムミッションには「ノーマルミッション」の他に、ノーマルミッションより制約の課された「トライアルミッション」があり、トライアルミッションは、ノーマルミッション中に配置されている「試練の証」というアイテムを入手することで挑戦できるようになる。ミッションにより制約は異なるが、良い成績でクリアすることで「トライアルシンボル」を入手でき、これを集めることでモーグリショップで景品がもらえる。また、ミッションによっては「試練皆伝の証」が落ちていることもあり、これを入手するとトライアルミッションにさらに条件が付加された「トライアルミッションSP」が登場する。
パネルシステム
キャラクターのカスタマイズにこのシステムを用いる点も本作の特徴である。アイテムや魔法、武器やアビリティ、さらにレベルまでもがパネルで制御される本作は、スロット欄にパネルを配置していくことでキャラクターを自由にカスタマイズすることができる。ミッションによって有効な攻撃手段や必要な能力は、異なってくるため、その状況に応じたカスタマイズを行っていくことが重要となる。パネルシステムは下画面に表示され、この操作はボタンとタッチの両方で可能となっている。

### ミッションモード
ストーリーモードと同一のデータを使用し、ホログラムミッションに1-4人で挑戦するモード。このモードではニンテンドーDSのワイヤレス通信で最大4人のマルチプレイが可能であり（本作のDSカードは人数分必要、またさらには4人のパーティーキャラが戦うシステムはシリーズ初でもある）、プレイヤーはXIII機関のメンバー全員を含めた総勢19名（内6名は条件を満たすことで使用可能）のキャラクターの中からそれぞれ操作するキャラクターを選びミッションに臨む。なお、同じキャラの選択は不可となっている。また、このモードは通信を行わず1人でプレイすることも可能だが、ミッションは4人プレイを前提としてバランス調整されているため1人プレイでは必然的に難易度は上がってしまう。当初はニンテンドーWi-Fiコネクションにも対応する予定で開発されていたが、ミッション中にニンテンドーDSの限界に迫るほどの処理が必要となった結果、対応は見送られた。開発当初、マルチプレイでないときは配下ノーバディを連れていけるようにしたかったが、ハードの性能の制約で実現できなかったともされている。
ミッションの成績によって上位のプレイヤーには「ミッションクラウン」が与えられ、これも集めることでモーグリショップで景品がもらえる。この順位争いに加え、後述するように仲間に攻撃を当てるよう設定することができ、これらの要素から「協力」よりも「競争」に近い作りとなっているのがわかる。これはディズニー側からの希望で、敵として登場したXIII機関を操作できるならそういった構図の方がいいという意見があったためと、開発側がXIII機関はフレンドリーな関係より競い合っている方がそれらしいと判断したためである。
ミッションに挑戦する条件
条件は2つあり、1つは親機でミッションを選択したプレイヤーがミッション中に登場する「共闘の証」を入手していることと、もう1つは子機のプレイヤーがそのミッションで定められた階級に達していることである（階級はストーリーモードを進めていくと自動的に上がる）。
パネルシステム
使用するキャラクターにパネルを装備するのもストーリーモードと同じである。このパネルは、ストーリーモードで入手したパネルと共通となっており、そちらで強力なパネルを入手することはこのモードでのアドバンテージにもつながる。ただしキャラクターの性能によってパネルにも相性の良し悪しがあるため、シングルモードで入手したパネルが一概に役立つとはいえず、あくまでキャラクターやミッションに合ったカスタマイズが必要である。
ミッションコンフィグ
このコンフィグでは、受けるダメージの増加や与えるダメージの減少、魔法や回復アイテムの使用の有無、仲間への攻撃が当たるかの有無といった細かなルールを設定することが可能。
チャットリンゲージ
ミッション中は下画面を通常のマップ画面から、タッチスクリーンを用いてメッセージを書き込めるチャットリンゲージに切り替えることができる。

## あらすじ
物語の始まりは『キングダム ハーツ』でソラがハートレスとなった頃。強い心の持ち主がハートレスになった際、心に取り残された身体と魂がノーバディとして生まれ変わることがあるが、それはソラも例外ではなく、黄昏の街トワイライトタウンでソラのノーバディが誕生していた。ノーバディで構成される組織・XIII機関のリーダーであるゼムナスに機関に勧誘された彼は、新たにロクサスという名前を授けられ、XIII機関に加わることとなった。生まれて間もなく、ノーバディになる前の過去の記憶も無いロクサスは情緒もしっかり持てておらず、教育係として先輩の機関メンバーであるアクセルが付く。そしてロクサスがXIII機関に加わって7日目、彼の次となる“14番目”の機関メンバー・シオンが加入する。
シオン加入と時を同じくして、ロクサスは初の任務に出る。オリジナルのソラ同様、伝説の武器・キーブレードを使うことができる彼は、ハートレスを倒して心を回収し、機関の最終目標であるキングダムハーツを完成に近付けねばならなかった。アクセルとの交流の中で自我が芽生えてきた彼は他の機関メンバーとも任務に赴き、様々なことを知る。そのうち、友達となったアクセルと任務後にトワイライトタウンの時計台でシーソルトアイスを食べるのが日課になったロクサスだったが、そのアクセルは任務に就くべく数人のメンバーと共に忘却の城へと向かった。残されたロクサスは同じくキーブレードが使えるシオンと任務に出るように命じられるが、やがてシオンとも交流を深め、彼女も時計台でアイスを食べる日課に加わる。しかしそこに、忘却の城での戦いでそちら向かったメンバーが全滅したという知らせが入り、同時にロクサスは意識を失うなどの不調が起こる。やがてアクセルだけが帰還し、ロクサス、シオンの3人で親交を深める。
日常が戻ってきたのも束の間、機関の偽物の討伐を命じられたシオンだが、偽物の正体は親友ソラの眠りを守ろうとするリクであった。リクと交戦した末に敗れたシオンは、彼の態度から自身の存在について思い悩むようになる。やがてシオンは忘却の城にて自身の正体を知り、脱走してリクと接触。自身の取るべき道を考えるも、アクセルの奇襲によって無理矢理連れ戻される。これを機に3人の間にすれ違いが生じていく。
シオンの正体は、ロクサスをコピーしてキーブレード使いを量産するべく作られた人形・レプリカであり、忘却の城での計画も元々はその為の準備段階だった。しかしシオンはロクサスと接するうちに明確な自我が芽生え、更には記憶修復中のソラの記憶の欠片がロクサスを通じて流れ込み、人格や外見にその影響を強く受けていた。今の彼女はソラの記憶の中のカイリだったのだ。そしてロクサスとシオンの存在がソラの記憶修復を停滞させていた。機関に戻ってから自分がロクサスを吸収していることに気付いたシオンは、記憶の欠片である自身をソラに返す決意をして再度機関を脱走し、再びリクと、そしてナミネと接触する。一方、シオンの正体と真実を知ったロクサスは機関と決別し、アクセルの静止も振り払って去っていく。アクセルはシオンの連れ戻しを命じられるが、シオンはナミネらを守るべく武器を構え、アクセルもまた何度でも親友を連れ戻す決意を語りつつ応戦する。激しい戦いの末、疲弊しながらもシオンを連れ戻したアクセルだったが帰ると同時に倒れ、そのままシオンはゼムナスによって連れて行かれてしまう。
結局行く宛が無く、いつもの時計台に来ていたロクサスの前にシオンが現れる。しかし彼女はゼムナスによって完成させられており、ロクサスの知らない少年にしてオリジナルであるソラの姿になっていた。シオンはロクサスを吸収するべく、人形としての真の姿へと変異して襲い掛かってくる。ロクサスは戦うしかなく、死闘の末にシオンを倒した。しかしそれがゼムナスの意図を挫くというシオンの望みであった。シオンはキングダムハーツの解放を願い、ロクサスの腕の中で消滅してソラへと還っていく。
ロクサスがXIII機関に入って358日目。シオンの最期の頼みを聞き入れたロクサスは、たった一人で機関の本拠地へと舞い戻り、戦いを挑んだ。しかしそれはあまりに無謀な試みであり、ソラの目覚めのためにロクサスを失う訳にはいかないリクが立ち塞がる。一時は追い詰められたリクだが、闇の力を解放してロクサスを無力化する。拘束されたロクサスはトワイライトタウンに連れて行かれ、ディズによって記憶を操作されて仮想のトワイライトタウンへと送り込まれた。ソラの記憶修復が完了して彼の中に還る時までの時間稼ぎとして。自宅で目覚めたロクサスは、友達と「残り7日の夏休み」を過ごすべく街へと駆けて行くのだった。

## 登場キャラクター
ロクサス（Roxas）
本作の主人公。XIII機関の新入りのナンバー13である少年。機関の命令のままにハートレスを倒して心を回収する任務をこなし続けているが、それに疑問を持っていくようになる。
アクセル（Axel）
機関のナンバー8。ロクサスと親しく、ハートレス討伐の任務を一緒に遂行している。この作品では彼が『COM』に登場する前後についても描かれる。
シオン（Xion）
XIII機関の14番目として新たに加わった謎の少女。彼女もロクサスと同じく特別なノーバディであるとされ、ロクサスのようにキーブレードを操ることができる。謎の少年の夢を見るようになって自らの出生に疑問を抱くようになる。

## 声の出演
日本語版キャスト / 海外版キャスト の順。
- ロクサス - 内山昂輝 / ジェシー・マッカートニー
- アクセル - 藤原啓治 / クイントン・フリン
- シオン - 内田莉紗 / アリソン・ストーナー
- リク - 宮野真守 / デビッド・ギャラガー
- ナミネ - 中原郁 / メガン・ジェット・マーティン
- サイクス - 佐藤銀平 / カーク・ソーントン
- ゼムナス - 若本規夫 / ポール・セント・ピーター
- シグバール - 大塚芳忠 / ジェームズ・パトリック・スチュアート
- ザルディン - 秋元羊介 / デビッド・ダイアン・フィッシャー
- ヴィクセン - 野沢那智 / デレク・スティーヴン・プリンス
- レクセウス - 立木文彦 / デイヴ・ボート
- ゼクシオン - 石田彰 / ヴィンセント・コラッツァ
- デミックス - 鈴村健一 / ライアン・オドノヒュー
- ルクソード - 中田譲治 / ロビン・アットキン・ダウンズ
- マールーシャ - 池田秀一 / キース・ファーガソン
- ラクシーヌ - 宮村優子 / シャネル・ワークマン
- アンセム - 大塚明夫 / リチャード・エプカー
- ディズ - 若山弦蔵 / クリストファー・リー
- ソラ - 入野自由 / ハーレイ・ジョエル・オスメント
- 王様 - 青柳隆志 / ウェイン・オルウィン
- ドナルド - 山寺宏一 / トニー・アンセルモ
- グーフィー - 島香裕 / ビル・ファーマー
- カイリ - 内田莉紗 / アリソン・ストーナー
- ピート - 大平透 / ジム・カミングス
- ロック - 園岡新太郎 / ジェス・ハーネル
- ショック - 土居裕子 / キャス・スーシー
- バレル - 松澤重雄 / ジェフ・ベネット

## 登場ワールド
存在しなかった城 (The Castle That Never Was)
トワイライトタウン (Twilight Town)
アグラバー（Agrabah、作品：アラジン）
ビーストキャッスル（Beast's Castle、作品：美女と野獣）
オリンポスコロシアム（Olympus Coliseum、作品：ヘラクレス）
ハロウィンタウン（Halloween Town、作品：ナイトメアー・ビフォア・クリスマス）
ワンダーランド（Wonderland、作品：ふしぎの国のアリス）
ネバーランド（Neverland、作品：ピーター・パン）

## スタッフ
- 野村哲也 - ディレクター、コンセプトデザイン、メインシナリオ、キャラクターデザイン
- 長谷川朋広 - Co.ディレクター
- 山本浩二 - ハ・ン・ド チームディレクター
- 石田ゆかり - プランニングディレクター、シナリオ
- 金巻ともこ - シナリオ
- パトリック・チェン - プロデューサー
- 橋本真司 - エグゼクティブプロデューサー

### 音楽
主題歌は『KH2』と同じく宇多田ヒカルの『Passion』。BGMはシリーズ作品の楽曲を手がける下村陽子が担当する。本作の楽曲について下村は、『KH2』でのロクサスの運命を知っているため、「意識せずとも自然と悲しくやるせない曲調になった」という
。また、本作が切ない結末の物語だったことから「せめて音楽だけでも救いを」という思いをこめて、楽曲「Vector to the Heavens」を作る。これはロクサスがシオンと戦う場面で流れる曲で、下村は希望をこめて最後にタイトル曲のフレーズを入れたと述べている。「Vector to the Heavens」は反響が良く、『キングダム ハーツ HD 1.5 リミックス』では再録音しており、注目してほしい1曲だとしている。しかし『KH1.5』では本作のバトル部分は全てカットされており、シオン戦も例外ではなく「Vector to the Heavens」もほとんど流れず終わってしまう。後に発売された『キングダム ハーツ HD 1.5+2.5 リミックス』では無料ダウンロードコンテンツとして新たにシオン戦のムービーが作成され、「Vector to the Heavens」が1ループ分聴けるようになっている。

## プロモーション
東京ゲームショウ2007において、シリーズ新プロジェクトの一つとして『キングダム ハーツ コーデッド』『キングダム ハーツ バース バイ スリープ』と同時発表された。
雑誌表紙などで使用されたキャッチコピーは「もう思い出せない大事なこと」である。ゲームのパッケージに使われたイラストは、ロクサスの足元が白く、背景のない場所に立っていることがキャッチコピーを暗示するイメージだと野村は述べている。

## 評価
ゲーム発売前に行われる『週刊ファミ通』のクロスレビューにて、40点満点中35点以上の点数が出ると選ばれる「プラチナ殿堂」入りの評価を得る。

### 売上
発売後は、2日間で29万本以上を販売し、週間ランキングで1位となる（ファミ通調べは291,211本、メディアクリエイト調べは295,000本、アスキー総合研究所調べは319,828本）。2009年の年間ソフト販売本数ランキングでは、ファミ通調べは522,260本で14位、メディアクリエイト調べは538,800本で19位、アスキー総合研究所調べは571,981本で12位に入る。本作は、日本国内外ともに販売が好調で、累計149万本（日本54万・北米75万・欧州20万）のヒットとなる。2012年時点での日本国内での累計実績はアスキー総合研究所調べで59.1万本である。

## 関連作品
- 『キングダム ハーツ 358/2 Days アルティマニア』 2009年6月25日、ISBN 4-7575-2578-8
- 漫画『キングダム ハーツ 358/2 Days』（天野シロ、月刊少年ガンガン）（2009年9月号 - 2012年10月号）
  - 1巻 2010年6月22日、ISBN 978-4-7575-2902-1
  - 2巻 2011年3月22日、ISBN 978-4-7575-3167-3
  - 3巻 2011年10月22日、ISBN 978-4-7575-3388-2
  - 4巻 2012年4月21日、ISBN 978-4-7575-3521-3
  - 5巻 2012年9月22日、ISBN 978-4-7575-3691-3

月刊少年ガンガンには『キングダム ハーツII』が連載されていたが、それを一時休載にした上で連載が開始した。
- 小説『キングダム ハーツ 358/2 Days』（著：金巻ともこ、イラスト：天野シロ）
  - Vol.1 The 14th 2009年9月30日、ISBN 4-7575-2604-0
  - Vol.2 Go to the Sea 2010年1月28日、ISBN 4-7575-2774-8
  - Vol.3 Xion-Seven Days 2010年5月28日、ISBN 4-7575-2888-4

## 備考
- 本作の開発中には『ピノキオ』のワールドも入れられる予定であり、実際にマップやボスなどもある程度完成していたが、ゲームのボリュームが大きくなりすぎるとの判断からやむなく削除されることとなった[22]。サーカスを舞台に、心がある人形ピノキオと心のないノーバディの物語を描き、ロクサスとシオンが自分達の希望を探す悲しいシナリオだったという[23]。
- 本作の海外版が、長年ミッキーマウスの声を演じたウェイン・オルウィンの遺作の一つとなり、エンディングクレジットには "In loving memory of Wayne Allwine." の一文が添えられた。